# Live in Glasgow
Live in Glasgow é um álbum de vídeo da banda britânica de rock e música eletrônica New Order, lançado em 2007. É composto por dois discos: o primeiro contém um show gravado na cidade de Glasgow, Escócia, em 2006. Ele mescla sucessos do New Order com canções famosas do Joy Division. O segundo disco, chamado Rare and Unseen Footage, contém material de apresentações do New Order em seus primórdios.

## Faixas

### Live in Glasgow
1. "Crystal" - 7:07
2. "Turn" - 4:33
3. "True Faith" - 5:49
4. "Regret" - 4:05
5. "Ceremony" - 4:48
6. "Who's Joe" - 5:54
7. "These Days" - 4:18
8. "Krafty" - 4:28
9. "Waiting for the Sirens' Call" - 5:43
10. "Your Silent Face" - 6:24
11. "Guilt is a Useless Emotion" - 4:54
12. "Bizarre Love Triangle" - 5:03
13. "Temptation" - 8:07
14. "Perfect Kiss" - 5:50
15. "Blue Monday" - 6:57
16. "Transmission" - 3:58
17. "Shadowplay" - 3:45
18. "Love Will Tear Us Apart" - 4:57

### Rare and Unseen Footage
Celebration 1981
1. "Ceremony" - 4:56
2. "I.C.B." - 5:19
3. "Chosen Time" - 4:33

Glastonbury 1981
1. "Senses" - 7:40
2. "Procession" - 4:12
3. "The Him" - 6:00

Rome 1982
1. "Ultraviolence" - 3:35
2. "Hurt" - 7:34

Cork 1983
1. "Leave Me Alone" - 4:24
2. "Everything's Gone Green" - 4:21

Rotterdam 1985
1. "Sunrise" - 5:29
2. "As It Is When It Was" - 3:48
3. "The Village" - 4:51
4. "This Time of Night" - 4:44

Toronto 1985
1. "We All Stand" - 4:20
2. "Age of Consent" - 5:08
3. "Temptation" - 7:30

Shoreline 1989
1. "Dream Attack" - 4:27
2. "1963" - 5:23

Hyde Park Wireless
1. "Run Wild" - 5:51
2. "She's Lost Control" - 4:49